# Rio de Janeiro Vôlei Clube
Rio de Janeiro Vôlei Clube é um clube de voleibol brasileiro, com sede no Rio de Janeiro. Participa da Superliga Brasileira de Voleibol onde já foi diversas vezes campeão com os nomes de fantasia Rexona/AdeS, Unilever e Rexona-SESC, sendo chamado a partir da temporada 2017-18 de SESC-RJ e a partir da temporada 20/21 SESC-RJ/Flamengo, devido o patrocínio dado pelo Flamengo junto com o Sesc.
Embora sejam clubes diferentes, a CBV considera o Rio de Janeiro herdeiro do Paraná Vôlei Clube, somando os títulos dos dois clubes sob os mesmos nomes de fantasia.

## História
O Rio de Janeiro, criado de fato em 2003, e oficializado com abertura de CNPJ em 2004, descende do Paraná Vôlei Clube, de Curitiba, que já participava do Campeonato Carioca como convidado, e tinha sido bicampeão da Superliga. Visando difundir seus programas sociais de voleibol no Rio de Janeiro, a patrocinadora Unilever - que batizou o clube com nomes fantasia derivados do desodorante Rexona e o leite de soja AdeS - relocou a equipe para a capital fluminense.
Em 2004, com a parceria entre Rexona e Unilever em torno da antiga equipe, mais a volta de Bernardinho, como técnico, e Fernanda Venturini, o Rexona/Ades conquistou a Salonpas Cup, após uma vitória por 3 sets a 0 sobre o Osasco. Venceu também o Campeonato Carioca, sendo invicto na competição.
O Rio de Janeiro passa a brilhar na Superliga 2004/2005. Invicto na fase de classificação, o time chega às finais com apenas um jogo perdido, mas acaba sendo derrotado pelo Osasco, por 3 jogos a 0, na final melhor de cinco jogos, com destaque para Érika e Mari do Osasco.
Depois da derrota na final da Superliga 2004/2005, a equipe do Rio de Janeiro venceu duas Superligas consecutivas, 2005/2006 e 2006/2007. A equipe ainda disputou a Salonpas Cup 2005, ficando com o vice-campeonato ao perder por 3 sets a 0 para o Osasco e vence mais uma vez o Campeonato Carioca de forma invicta. A Superliga de 2005/2006, marcou a despedida de Fernanda Venturini das quadras com vitória por 3 jogos a 2 sobre o Osasco, com destaque para a atacante oposta Renatinha.
Na Superliga 2006/2007 o Rexona/Ades repetiu o mesmo brilho da Superliga 2005/2006, sendo a primeira equipe tetracampeã da competição, vencendo a final contra o Osasco com vitória de 3 jogos a 2, destacando-se a ponteira Regiane Bidias e a meio de rede Thaísa Menezes. O Rio de Janeiro, ainda venceu a Salonpas Cup de 2006 e venceu também o Campeonato Carioca do mesmo ano.
Em 2007 a equipe venceu a Salonpas Cup, sendo tricampeã, ao derrotar o Osasco por 3 sets a 1, com destaque para a meio de rede Thaísa Menezes e conquistou a Copa do Brasil de Vôlei ao derrotar na final o Osasco por 3 sets a 0, com destaque para a atacante oposta Renatinha na final.
Na Superliga 2007/2008, a equipe foi, mais uma vez, consagrada a melhor, ao vencer o Osasco em jogo único, disputado no Maracanãzinho, por 3 sets a 1. Tornou-se, portanto, a primeira equipe pentacampeã brasileira. O mesmo viria a acontecer na temporada 2008/2009, onde mais uma vez o Osasco apareceu pela frente na final, sendo superado por 3 sets a 2.

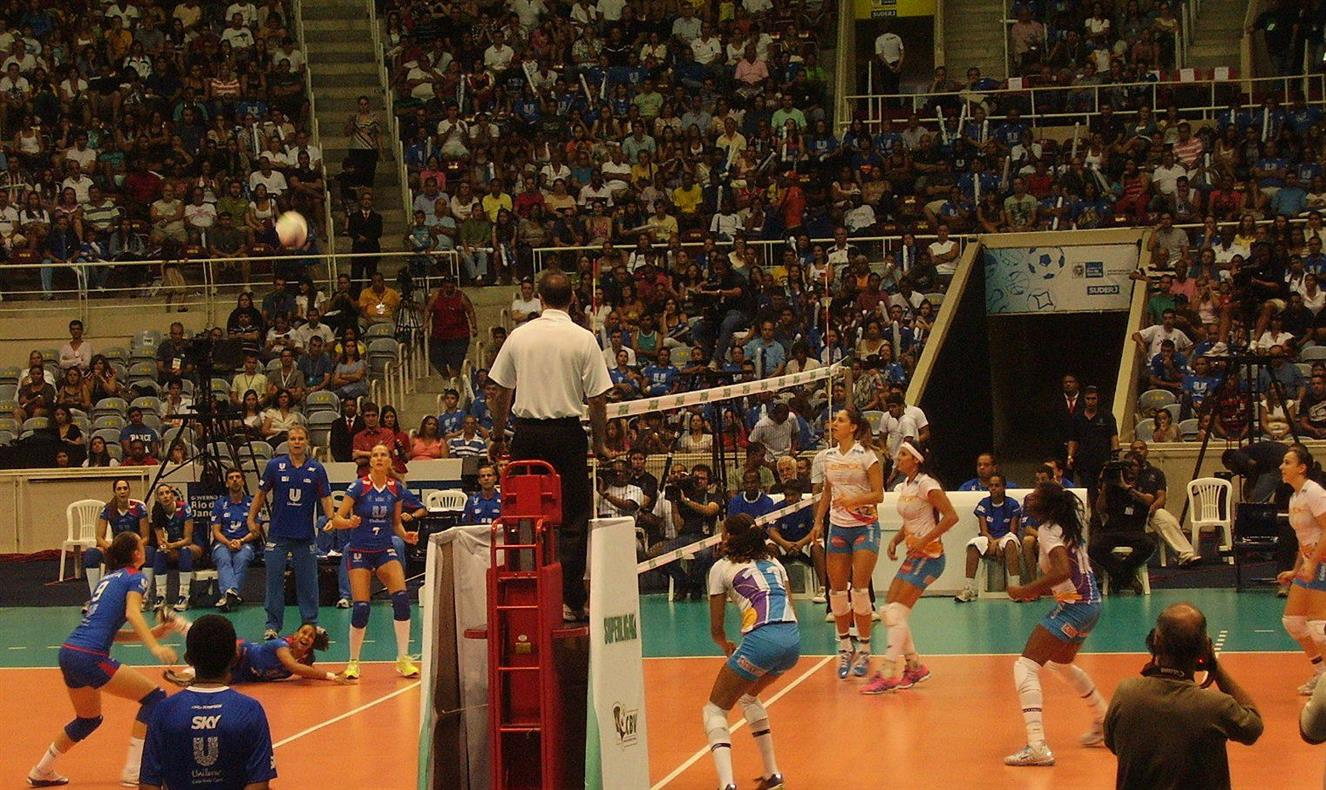
Como Unilever, o Rio de Janeiro disputou a semifinal da Superliga contra o Vôlei Futuro, no Maracanãzinho

A partir da temporada 2009/2010 a equipe passa a ter por "nome fantasia" o nome da empresa que a patrocina, a Unilever. No fim de 2009 conquista seu segundo título no Top Volley, na Suíça. Na final da Superliga de 2009/2010 foi derrotado pelo arquirrival Osasco por 3 a 2 no Ibirapuera. Já no ano seguinte, 2010/2011, derrotou o mesmo Osasco por 3 a 0. E na temporada seguinte, 2011/2012, com o retorno de Fernanda Venturini, perdeu para o mesmo placar em pleno Maracanãzinho. Em 2012/2013, o Rio venceu de virada o Osasco no Ibirapuera para conquistar seu oitavo título na Superliga. Em 2013\14, o Rio alcançou a décima final consecutiva, pela primeira vez sem enfrentar o Osasco. Contra o SESI, no Maracanãzinho, conquistou o bicampeonato consecutivo e o nono título do Rio.
Para a temporada 2014/15, a Unilever optou por reverter o nome do Rio para Rexona/Ades. Nesta temporada a equipe foi campeã pela terceira vez consecutiva e décima vez na história da Superliga, com destaque para a ponteira Natália Pereira durante a competição e na final, bem como a melhor atacante e maior pontuadora da Superliga 2014/2015, Gabriela Guimarães. Foi a última temporada da levantadora Fofão. A equipe participou do Campeonato Mundial de 2015 logo após a decisão da Superliga e ficou em quarto lugar.
Para a temporada 2015/2016, o desafio da equipe era buscar uma levantadora que pudesse suprir a ausência de Fofão, assim a comissão técnica contratou a americana Courtney Thompson, indicada pelo técnico da seleção americana de vôlei feminino Karch Kiraly. O Rexona fez mais uma temporada muito boa, com a primeira colocação na fase classificatória da Superliga com apenas um jogo perdido em vinte e um disputados. Para coroar a temporada, o time conquistou o quarto título consecutivo e décimo primeiro no total da superliga ao vencer o Praia Clube por 3 sets a 1 no Ginásio Nilson Nelson, em Brasília, com destaque para a jogadora Monique Pavão na final.
Para a temporada de 2016/2017, com a saída da jogadora Natália Pereira, a equipe contratou a ponteira holandesa Anne Buijs para substituí-la, e também contratou outras quatro atletas. Nessa temporada o time conquistou a Supercopa Brasileira de 2016, a Copa Brasil de 2017, o Campeonato Sul-americano de Clubes de 2017 e a Superliga 2016/2017. Dias depois de conquistar seu último título, o time viajou ao Japão para disputar o Mundial de Clubes em uma das edições mais fortes da história, conseguiu chegar mais uma vez na final e novamente contra o poderoso VakifBank como já havia acontecido em 2013, e depois de um jogo duro o time voltou para o Brasil com a medalha de prata.
Para a temporada de 2017/2018, já sem o patrocínio da Unilever, o time fez poucas contratações, uma delas a dominicana Yonkaira Peña, e tentou se adaptar com as peças que tinha. No decorrer da temporada houve muitas baixas por lesão e acostumado a ganhar vários títulos o time teve que se contentar com um único, a Supercopa Brasileira de 2017.
Para a temporada de 2018/2019, com o patrocínio reforçado do SESC e da Jeunesse, o desafio da equipe era buscar uma ponteira que pudesse suprir a ausência de Gabi, que se mudou para o Minas TC, assim a comissão técnica contratou a russa Tatiana Kosheleva, grande estrela do voleibol russo.
Para a temporada de 2019/2020, a equipe se reformulou após cair na fase de quartas de final para o Sesi Vôlei Bauru na temporada passada. Para tentar novamente brigar pelo título, o time contratou a levantadora Fabíola, a oposto Tandara, a central Milka, a líbero Natinha e a volta da ponteira Amanda, depois de quatro temporadas. A equipe conseguiu ir bem, conquistando os títulos do Campeonato Carioca, vencendo o Flamengo, e da Copa Brasil, vencendo o Praia Clube na decisão. Na Superliga, terminou a fase de classificação em segundo, mas antes do início dos play-offs, a temporada foi cancelada devido a pandemia de Covid-19.

## Principais títulos
| Continentais              | Continentais             | Continentais | Continentais |
|                           | Competição               | Títulos      | Temporadas |
| ------------------------- | ------------------------ | ------------ | --- |
|                           | Campeonato Sul-Americano | 4            | 2013, 2015, 2016 e 2017                                                                                                |
| Nacionais                 |                          |              | |
|                           | Competição               | Títulos      | Temporadas |
| Brasil                    | Superliga Brasileira     | 12           | 1997-98, 1999-00, 2005-06, 2006-07, 2007-08, 2008-09, 2010-11, 2012-13, 2013-14, 2014-15, 2015-16 e 2016-17            |
| Brasil                    | Copa Brasil              | 4            | 2007, 2016, 2017 e 2020                                                                                                |
| Brasil                    | Supercopa Brasileira     | 3            | 2015, 2016 e 2017 |
| Brasil                    | Supercopa dos Campeões   | 1            | 2001 |
| Estaduais                 |                          |              | |
|                           | Competição               | Títulos      | Temporadas |
| Rio de Janeiro            | Campeonato Carioca       | 19           | 1999, 2004, 2005, 2006, 2007, 2008, 2009, 2010, 2011, 2012, 2013, 2014, 2015, 2017 2018, 2019, 2020, 2021, 2022 e 2023 |
| Rio de Janeiro            | Copa Rio                 | 1            | 2009 |
| Outros                    |                          |              | |
|                           | Competição               | Títulos      | Temporadas |
| Suíça                     | Torneio Top Volley       | 2            | 2006 e 2009 |
| Brasil                    | Salonpas Cup             | 3            | 2004, 2006 e 2007 |
| Paraná                    | Campeonato Paranaense    | 1            | 2003 |
| Distrito Federal (Brasil) | Copa Brasília            | 2            | 2013 e 2014 |
| Minas Gerais              | Copa Uberlândia          | 1            | 2000 |

## Elenco Atual
Equipe Feminina do Sesc/Flamengo para a temporada 2025/26.